# Grande Loge féminine de Belgique
 (août 2017).
Si vous disposez d'ouvrages ou d'articles de référence ou si vous connaissez des sites web de qualité traitant du thème abordé ici, merci de compléter l'article en donnant les références utiles à sa vérifiabilité et en les liant à la section « Notes et références ».
La Grande Loge féminine de Belgique (Vrouwengrootloge van België) est une obédience maçonnique belge fondée en 1981.

## Histoire
La Grande Loge féminine de France, souhaitant initier des femmes hors de l'hexagone, fonde en Belgique une première loge à Bruxelles, le 20 avril 1974. Trois autres créations de loges suivent à Liège, Bruxelles et Charleroi. Le 17 octobre 1981, ces quatre loges acquièrent leur autonomie et se constituent en grande loge féminine[réf. nécessaire].

## Rites pratiqués
Elle se définit comme une fédération de loges travaillant aux trois premiers degrés de la maçonnerie symbolique. Son rite administratif est le Rite écossais ancien et accepté. Mais les loges peuvent choisir un rite en fonction de leur spécificité :
- le Rite écossais ancien et accepté ;
- le Rite français.